# Aubusson (Creuse)
Aubusson je francouzská obec v departementu Creuse v regionu Limousin. V roce 2010 zde žilo 3 844 obyvatel. Je centrem arrondissementu Aubusson.